# Awgu
Awgu is een stad en een Local Government Area (LGA) in Nigeria in de staat Enugu. De LGA telde in 2006 197.292 inwoners en in 2016 naar schatting 266.300 inwoners.
De stad werd in 1915 aangesloten op de spoorweg tussen Enugu en Port-Harcourt. De stad ligt aan de autoweg A3.

## Religie
De stad is sinds 2005 de zetel van een rooms-katholiek bisdom.